# 长屿硐天
28°26′05″N 121°26′20″E / 28.43472°N 121.43889°E
长屿洞天位于浙江省温岭市新河镇，因长屿山中石矿资源丰富，经过南北朝以来1500年人工开采石板，形成了石洞群，共有28个洞群，1314多个硐穴，总面积为3.3平方公里。其与温岭的方山组成的方山·长屿硐天风景名胜区是中国国家重点风景名胜区，也是国家AAAA级旅游区。
长屿硐天由双门硐、观夕硐、水云硐、灵霄硐等景点组成。其中观夕洞石碗直径达2.71米，该石碗于1998年获上海大世界基尼斯中国之最。
1998年被上海大世界基尼斯记录为“规模最大的人工石硐”，2005年列入世界地质公园和国家级风景名胜区，2007年被国家建设部评为“中国十大最具特色的景区”，2010年荣获国家矿山公园称号。